# Agent secret (pel·lícula)
|  | Per a altres significats, vegeu «Espionatge». |

 Agent secret  (títol original en anglès: Secret Agent) és una pel·lícula britànica dirigida per Alfred Hitchcock, estrenada el 1936 i doblada al català.

## Argument
Edgar Brodie (John Gielgud), un heroi de guerra britànic és declarat mort al combat per «R», el cap de l'MI6, per tal de poder ser enviat en missió secreta a Suïssa sota la identitat de Richard Ashenden. Per desemmascarar un espia alemany, és ajudat per El General (Peter Lorre), un sud-estatunidenc vulgar i sense escrúpols, i Elsa Carrington (Madeleine Carroll), que es fa passar per la seva esposa. Després d'haver assassinat per error un dels seus conciutadans, Edgar i Elsa pensen abandonar el seu ofici d'agents secrets però descobreixen finalment la identitat de l'espia, que no és altre que Robert Marvin (Robert Young), un dandi que feia la cort Elsa. La mort de Marvin pot permetre la derrota d'Alemanya durant la Primera Guerra Mundial però Elsa, traumatitzada pel mort que té ja sobre la consciència, refusa l'execució de l'espia en un tren pler de soldats enemics i atacat per l'aviació britànica. Finalment, Marvin mor, així com el General. Edgar i Elsa deixen les seves funcions d'agents secrets.

## Repartiment
- John Gielgud: Edgar Brodie/Richard Ashenden
- Peter Lorre: El General
- Madeleine Carroll: Elsa Carrington
- Robert Young: Robert Marvin
- Percy Marmont: Caypor
- Florence Kahn: Sra. Caypor
- Charles Carson: R
- Lilli Palmer: Lilli
- Tom Helmore (no surt als crèdits): Coronel Anderson

## Crítica
La pel·lícula, la tercera d'una trilogia de pel·lícules d'espies després de L'home que sabia massa el 1934 i Els trenta-nou graons, no va ser tan reeixida com les altres dues.
Hitchcock assenyala algunes de les raons del fracàs: es presenta com el protagonista un personatge que ha de realitzar una tasca repugnant amb què l'espectador no pot identificar-se; haver jugat massa amb la ironia del destí que suposa l'assassinat d'un turista innocent confós amb un espia.
Rohmer i Chabrol li reconeixen indubtables qualitats, com la que ha presentat l'espia vestit com "un jove encantador, ple d'atencions delicades, més perillós com més simpàtic", i la presència dels més emocionants trets de Hitchcock en les seqüències memorables com la de l'organista, la mort del qual s'endevina pel so prolongat d'una sola nota, o la seqüència de la fàbrica de xocolata; però "voler elevar el to, volent afegir una mica més", ha acabat trencant l'harmonia: "Era impossible canviar la dosi perfecta de la pel·lícula anterior sense desequilibrar l'obra".